# آیینی‌شدن
آیینی‌شدن (به انگلیسی: Ritualization) رفتاری است که معمولاً در یکی از اعضای یک گونه خاص به شیوه‌ای بسیار کلیشه‌ای و مستقل از هر گونه اهمیت مستقیم فیزیولوژیک رخ می‌دهد. در شکل‌های مختلف، هم در جانوران ناانسان و هم در انسان یافت می‌شود.
آیینی‌شدن با کار کاترین بل همراه است. بل، با تکیه بر نظریه کردار پیر بوردیو، با تشریح آیین، دیدگاه کمتر کارکردی نسبت به آیینی‌شدن داشته‌است.